# 新鶴村
新鶴村（にいつるむら）は、福島県大沼郡にあった村である。
2005年10月1日、会津本郷町、会津高田町と合併して会津美里町となり廃止した。

## 地理
会津盆地の西部にあり、町の東端を流れる鶴沼川の周辺を境に会津若松市に隣接している。
- 山 ：明神ヶ岳
- 河川：鶴沼川
- 水道 : 1963年（昭和38年）12月21日 - 新鶴村長の金田利雄が請願した「簡易水道布設費国庫補助に関する請願」が、国会（社会労働委員会）にて受理される。

## 歴史

### 沿革
- 1889年（明治22年）4月1日 町村制施行により新田村と鶴野辺村が誕生。
- 1898年（明治31年）1月23日 新田村と鶴野辺村が合併して新鶴村が発足。
- 1949年（昭和24年）1月1日 - 西山村より大字軽井沢のうち上平地区を編入。
- 1963年（昭和38年）12月21日 - 新鶴村長の金田利雄が請願した「簡易水道布設費国庫補助に関する請願」が、国会（社会労働委員会）にて受理される。
- 2005年（平成17年）10月1日 会津本郷町、会津高田町と合併して会津美里町となる。

### 水道をめぐる歴史
昭和29年以来、簡易水道を布設して管理を行ってきたが、昭和38年5月新屋敷水源地が汚染され赤痢病が発生し714名の罹患者を出し、それを受け、金田利雄新鶴村長を筆頭とした村当局は原因究明、整備、補強工事等の危機対応にあたり、調査の結果、当該水源地は安全上問題があり、その代替として二岐、仏沢両地区に安全性に優れた水源地を見出し、金田利雄新鶴村長のもと、参院建設委員長等歴任の大河原一次参議院議員と連携して国会に請願した「簡易水道布設費国庫補助に関する請願」が昭和38年12月21日に受理され、国の協力を得ながら大規模測量、大規模工事を要する大事業であった広域簡易水道を完成させ、そのことは国会議事録(昭和39年2月13日参議院社会労働委員会議事録16頁)にも掲載されている。

## 歴代村長
- 金田利雄(会津工業高校出身、福島協和信用組合理事長歴任）
- 山田忠彦(会津美里町への合併時の村長）

## 著名な出身者
- 金田利雄（新鶴村長、福島協和信用組合理事長）
- 大石邦子（作家）
- 小池信三（三栄建築設計創業者・社長、メルディアDC社長、湘南ベルマーレ名誉会長）
- 小林典子（元アナウンサー）
- 佐治幸平 (自由民権運動家)
- 平田紀一（山梨、群馬各県知事、富山市長）
- 渡部英敏（会津美里町長）
- 前田實（秋田銀行頭取）
- 松平勇雄（福島県知事、行政管理庁長官）
- 水戸光子（女優）
- 若林健次（漫画家）
- 渡部勝彦（指揮者）
- 小林美登利（大正時代から昭和にかけてブラジルで活躍した教育家、牧師、剣道師範。聖州義塾創立者。ブラジルの日系人としてパイオニア的な存在）

## 教育
- 新鶴小学校
- 新鶴中学校

## 交通

### 鉄道
- 東日本旅客鉄道（JR東日本）
  - 只見線：根岸駅、新鶴駅

### 道路
- 村内には磐越自動車道が通り、パーキングエリアを活用した、スマートインターチェンジが設置されている。

## 姉妹都市・提携都市
- 福島県楢葉町 - 1996年8月姉妹都市提携[2]

## 名所・旧跡・観光スポット・祭事・催事
- 中田観音
- 新鶴温泉
- 千歳桜